# Andrónico Luksic
Pour les articles homonymes, voir Luksic.
Andrónico Luksic Abaroa (né à Antofagasta au Chili le 5 novembre 1926 et mort à Santiago du Chili le 18 août 2005) était un entrepreneur chilien, fondateur et président des holdings Antofagasta PLC et Quiñenco (en).
Fils de l'immigrant croate Policarpo Luksic et d'Elena Abaroa, d'origine bolivienne et petite-fille d'Eduardo Abaroa.